# Bram Roth
Abraham Cornelis (Bram) Roth (Den Haag, 7 september 1916 – aldaar 21 oktober 1995) was een Nederlandse beeldhouwer.

## Leven en werk
Roth studeerde beeldhouwkunst bij onder anderen Bon Ingen-Housz en Albert Termote aan de Koninklijke Academie van Beeldende Kunsten in zijn eigen stad en bij Marino Marini.
Vrouwen en paarden fascineerden hem. Hij werkte naturalistisch maar drukte zijn eigen stempel op het kunstwerk. Het ging hem om ruimtelijkheid, volume, spanning en expressie van de huid. Roth (1986) vertelde zelf: "Mijn werk, waarin vrouwen en paarden de voornaamste thema’s vormen, is naturalistisch, maar is geen imitatie van de natuur... Ik speel met de vorm en de proporties van mijn onderwerp en schep op die manier een poëtisch spirituele vertaling van de werkelijkheid."
Hij heeft als zelfstandig beeldhouwer en schilder gewerkt en is lid geweest van de Haagse Kunstkring, Pulchri Studio, Verve,  en de Culturele Raad Zuid-Holland. Roth wordt gerekend tot de Nieuwe Haagse School.
Hiernaast was hij als leraar verbonden aan de Academie van Beeldende Kunsten en Technische Wetenschappen in Rotterdam, waar hij les gaf aan o.a. Loek Bos en Tineke Nusink.
Zijn werk is te zien in het Gemeentemuseum Den Haag en is opgenomen in de kunstcollecties van KPN, TPG Post en de Rijkscollectie.

## Werken (selectie)
- Gevelbeelden stadhuis (1953) i.s.m. Gerard van Remmen en Dirk Bus[8]
- De Stedenmaagd (1953), deze werd in 2009 op het Sweelinckplein geplaatst[9]
- Ruiter te paard (1960) op de Houtrustbrug[6]
- In het Westbroekpark in Den Haag:
  - Twee vrouwen met parasol (1960) van kalksteen.
  - Moeder met kind en poppenwagen (1962) van brons
- Twee vrouwen en kind op bank (1961), Den Haag
- Beeldenroute Zuiderpark Den Haag:
  - Vrouw en man (1964)
  - Liggende vrouw (1984)[3]
  - Reliëf (1988)
- Gevelsculptuur Jan van Goyen (brons), Dunne Bierkade 16A

## Fotogalerij

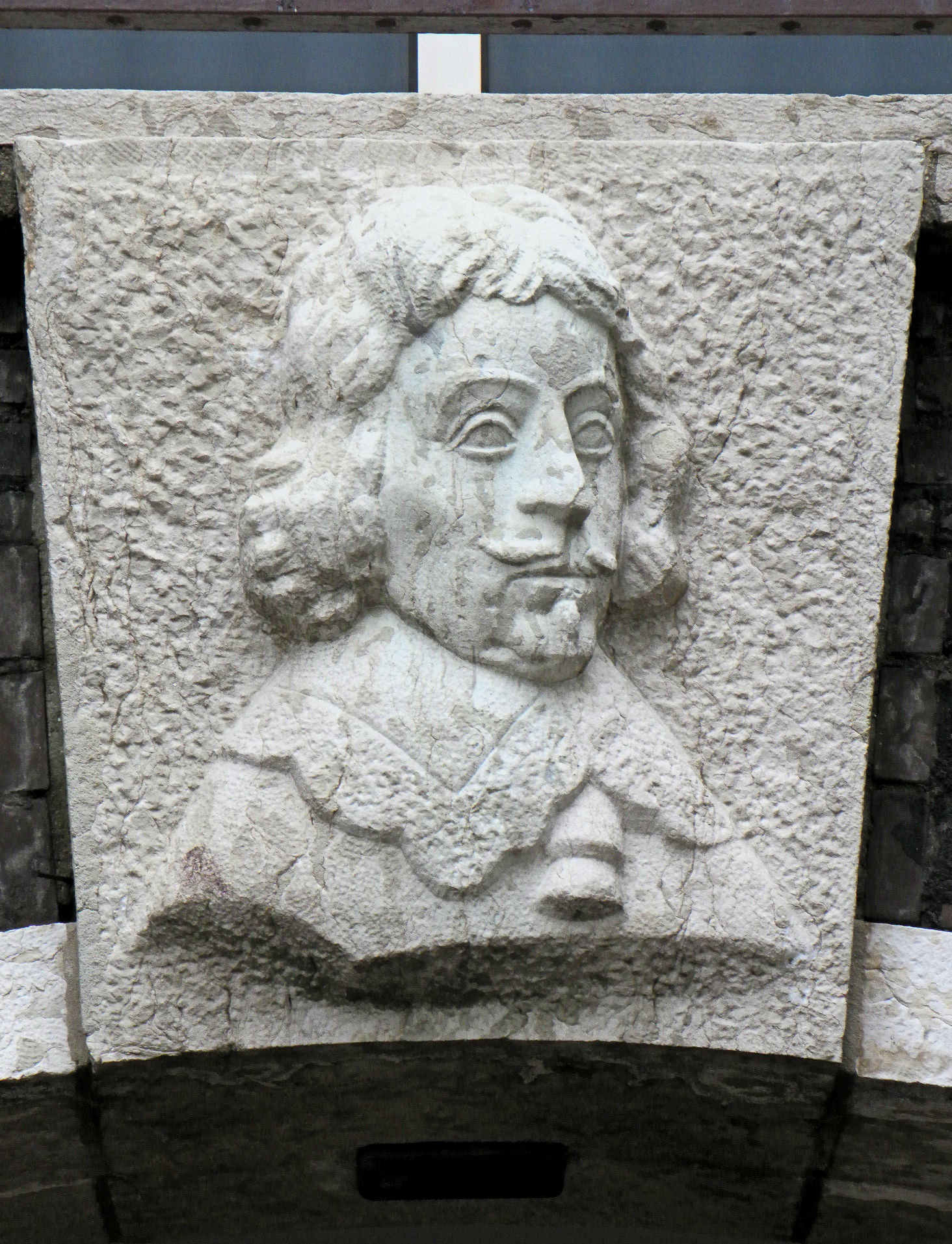
Sluitsteen prins Frederik Hendrik (1952/1953), Den Haag
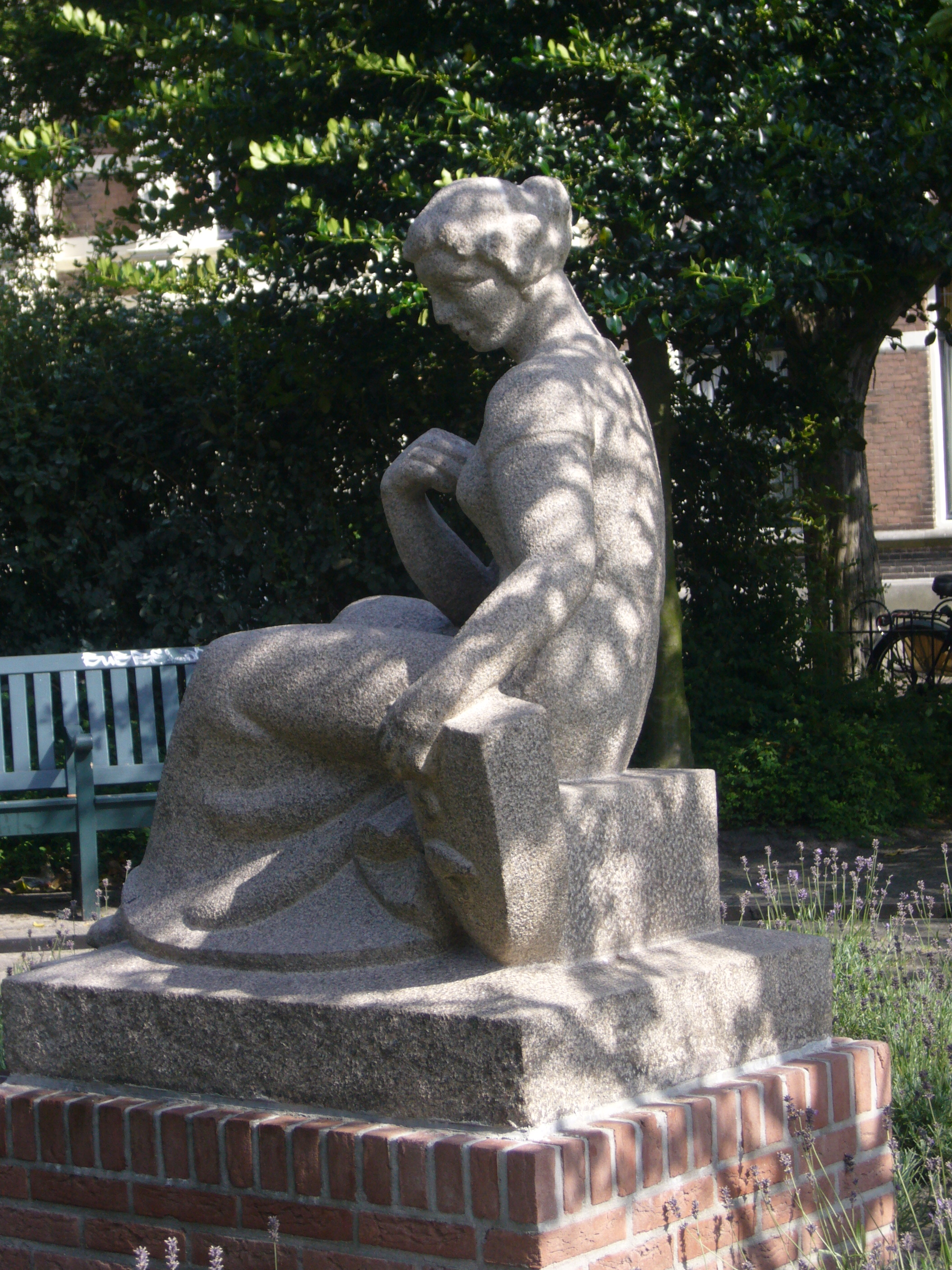
De Nederlandse Maagd (1953), Den Haag
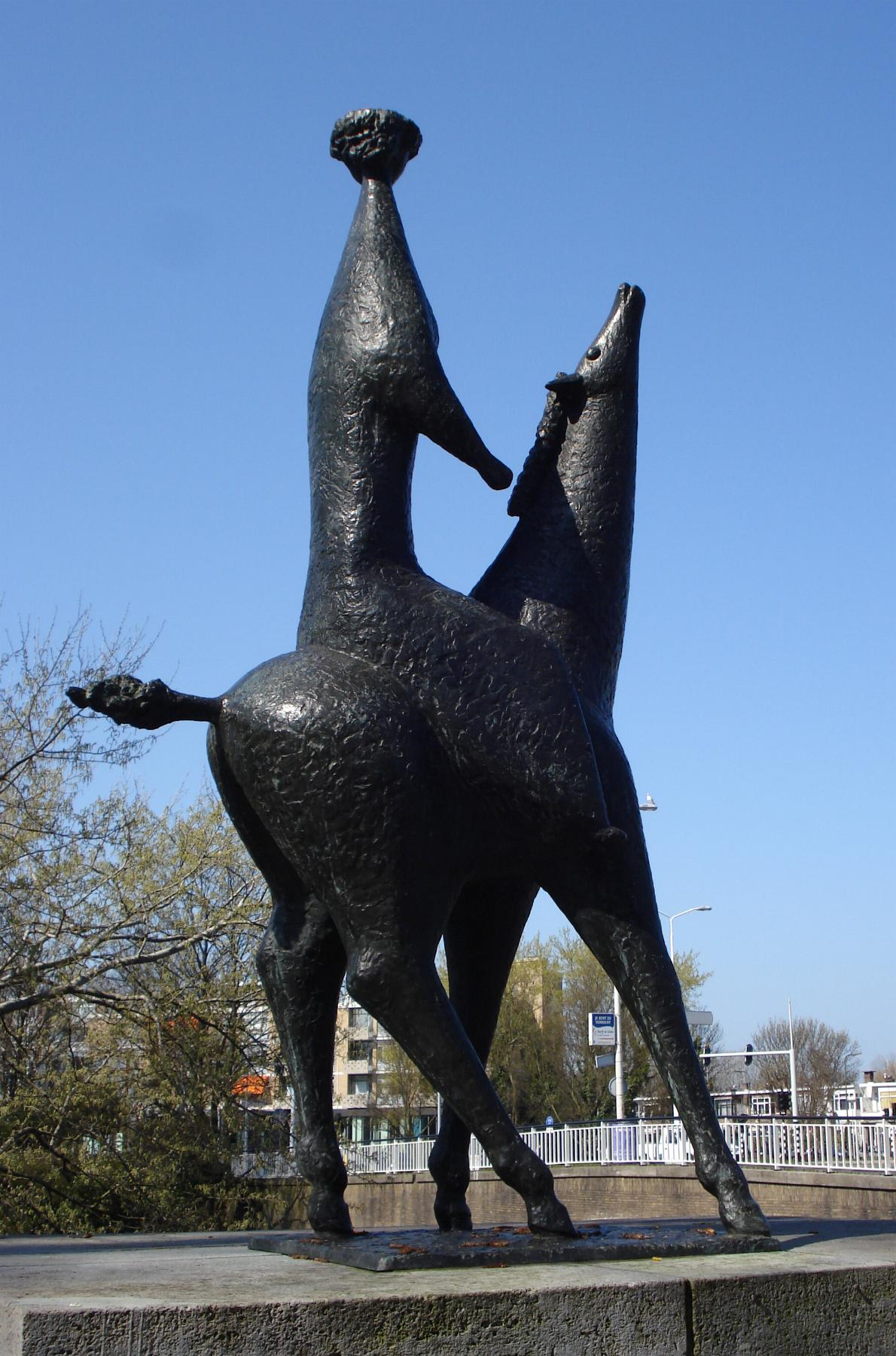
Ruiter te paard (1960), Den Haag
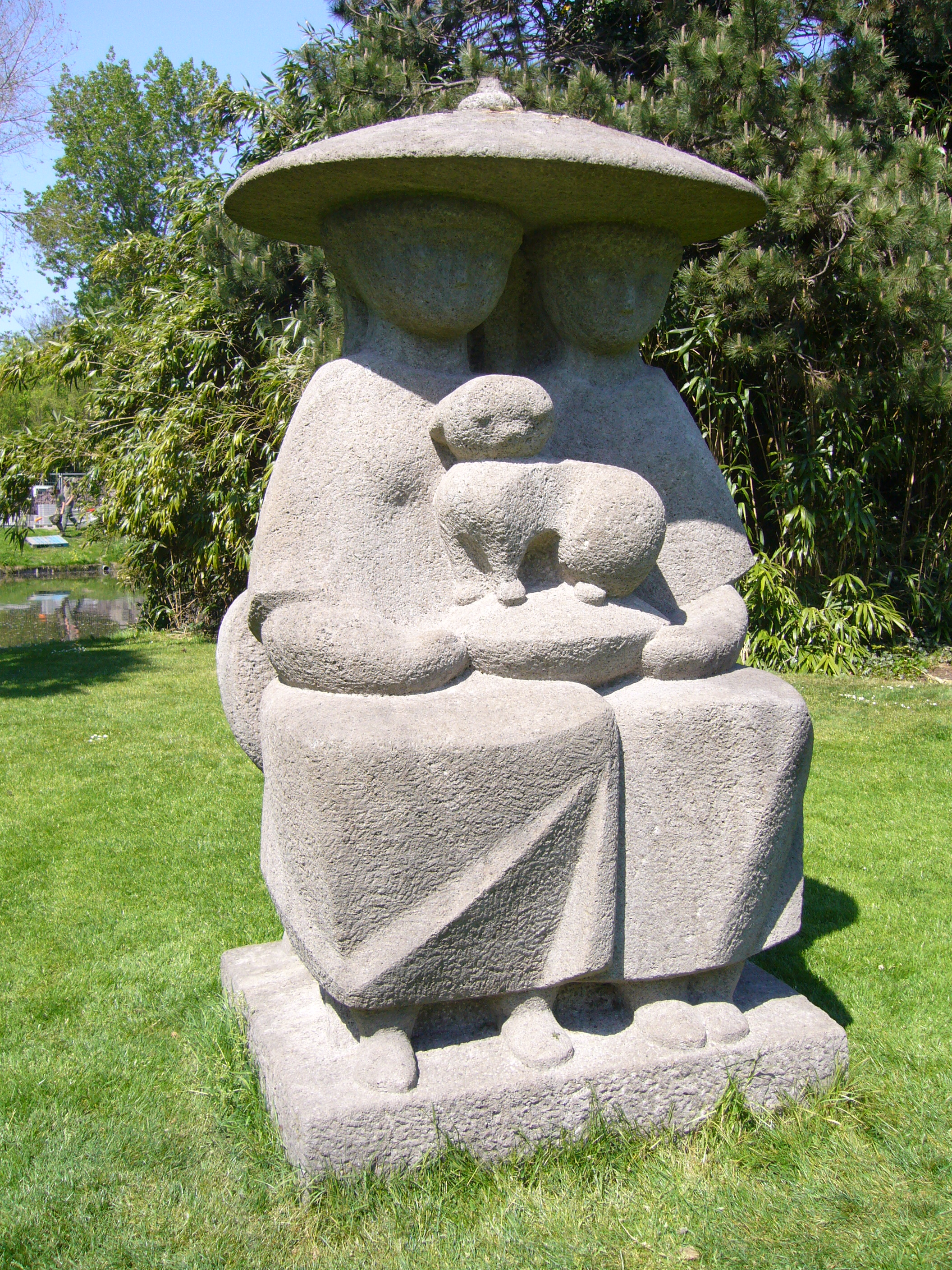
Twee vrouwen met parasol (1960), Den Haag
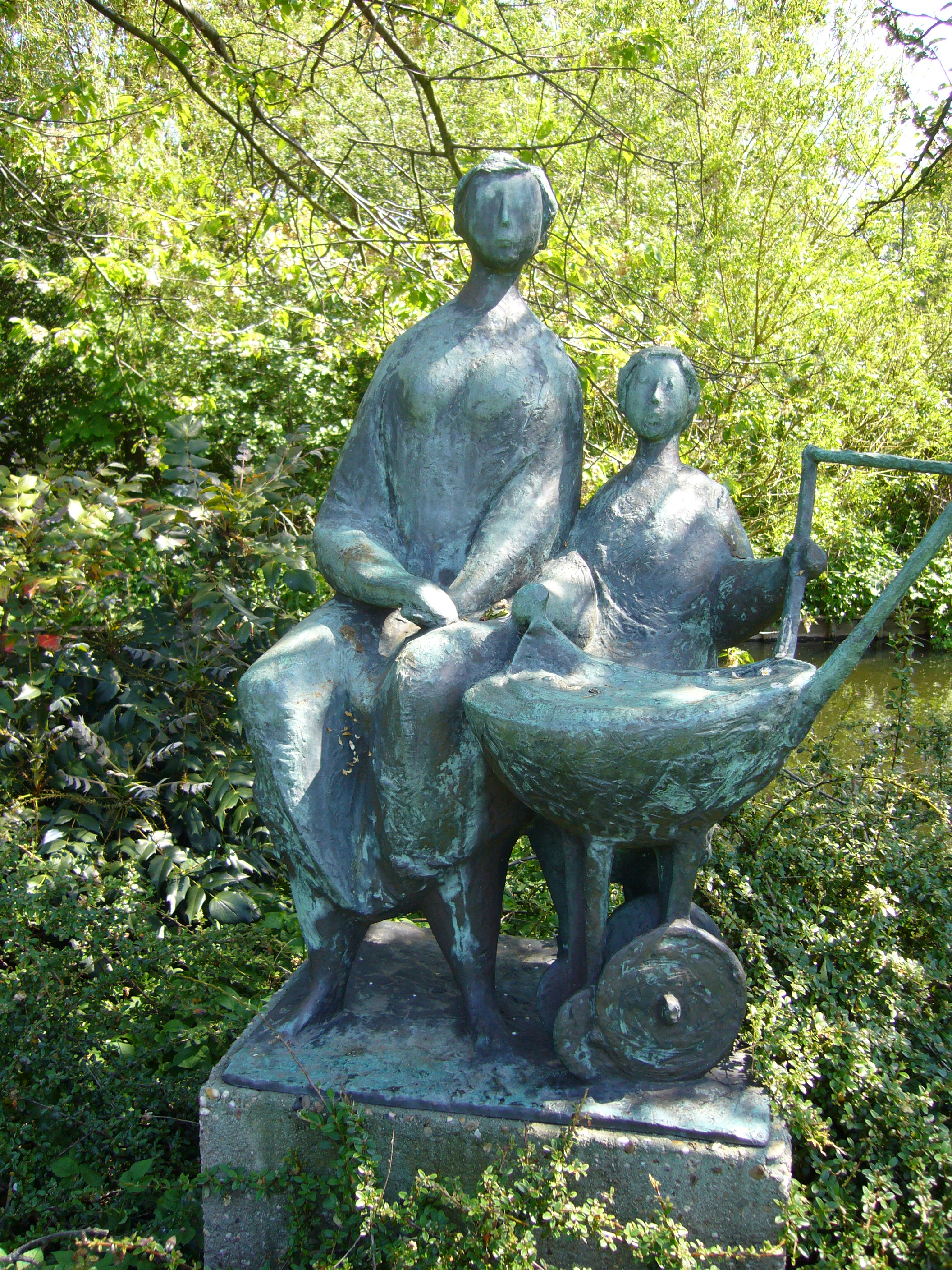
Moeder met kind en poppenwagen (1962), Den Haag
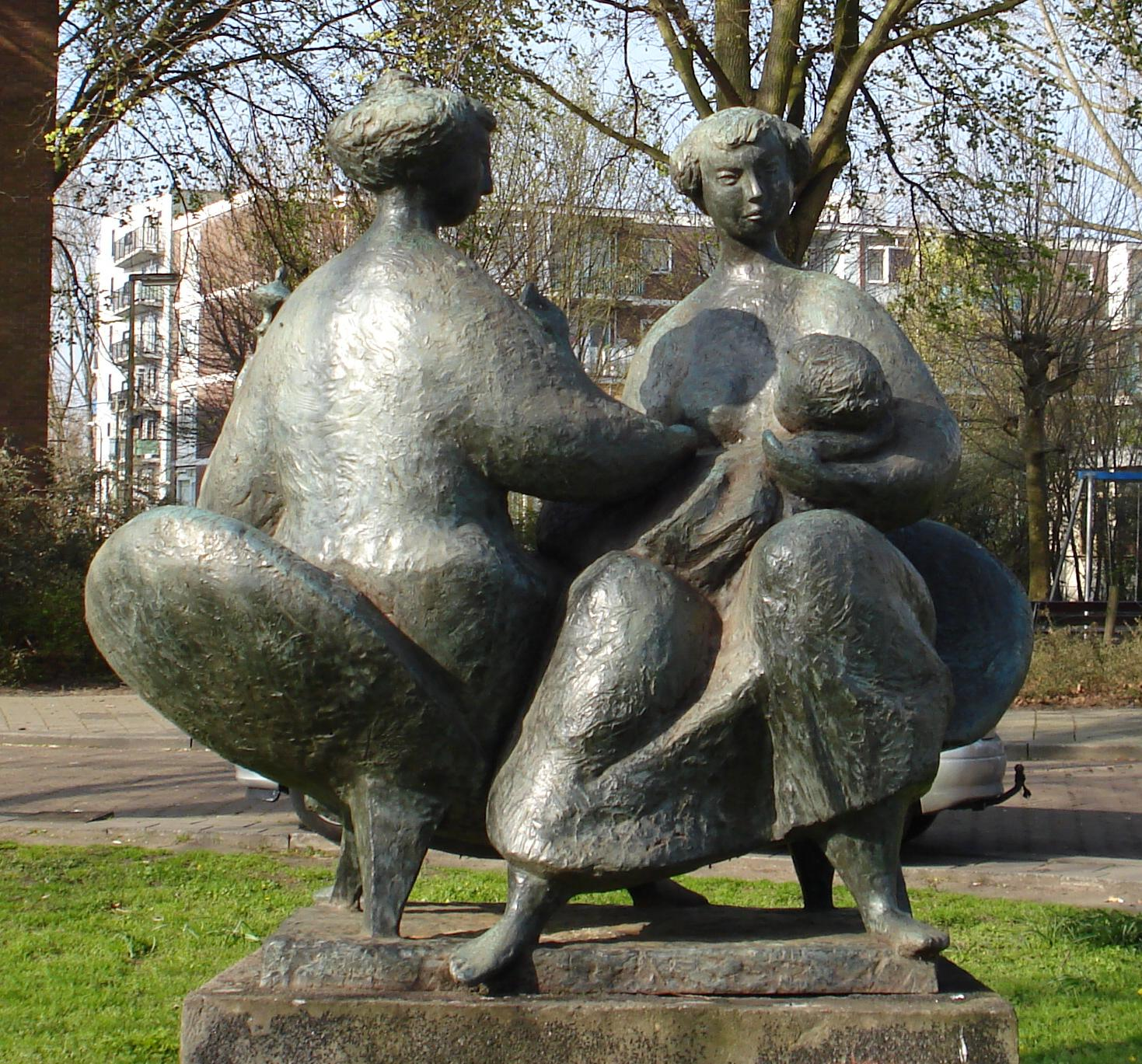
Twee vrouwen en kind op bank (1961), Den Haag
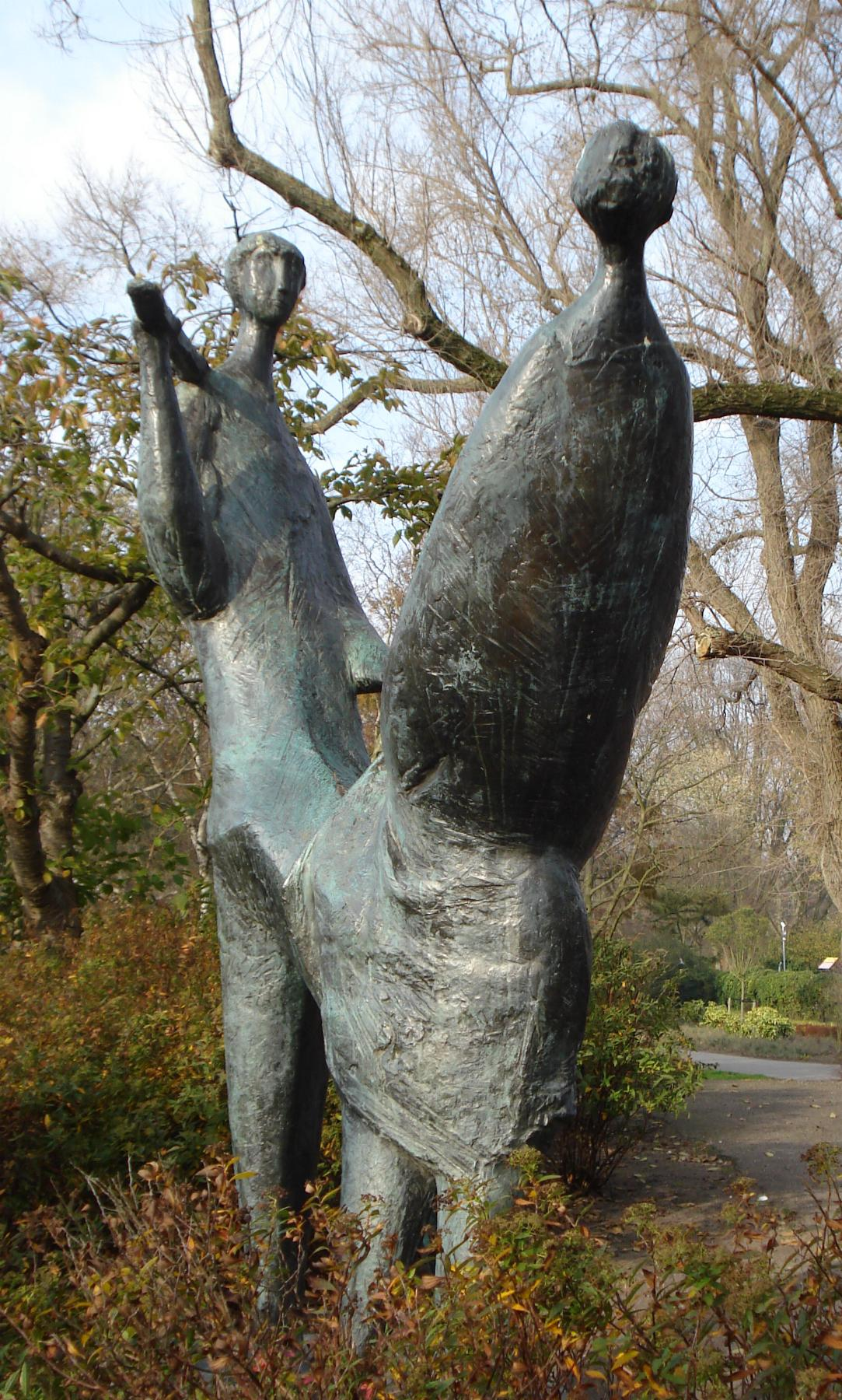
Vrouw en man (1964), Den Haag
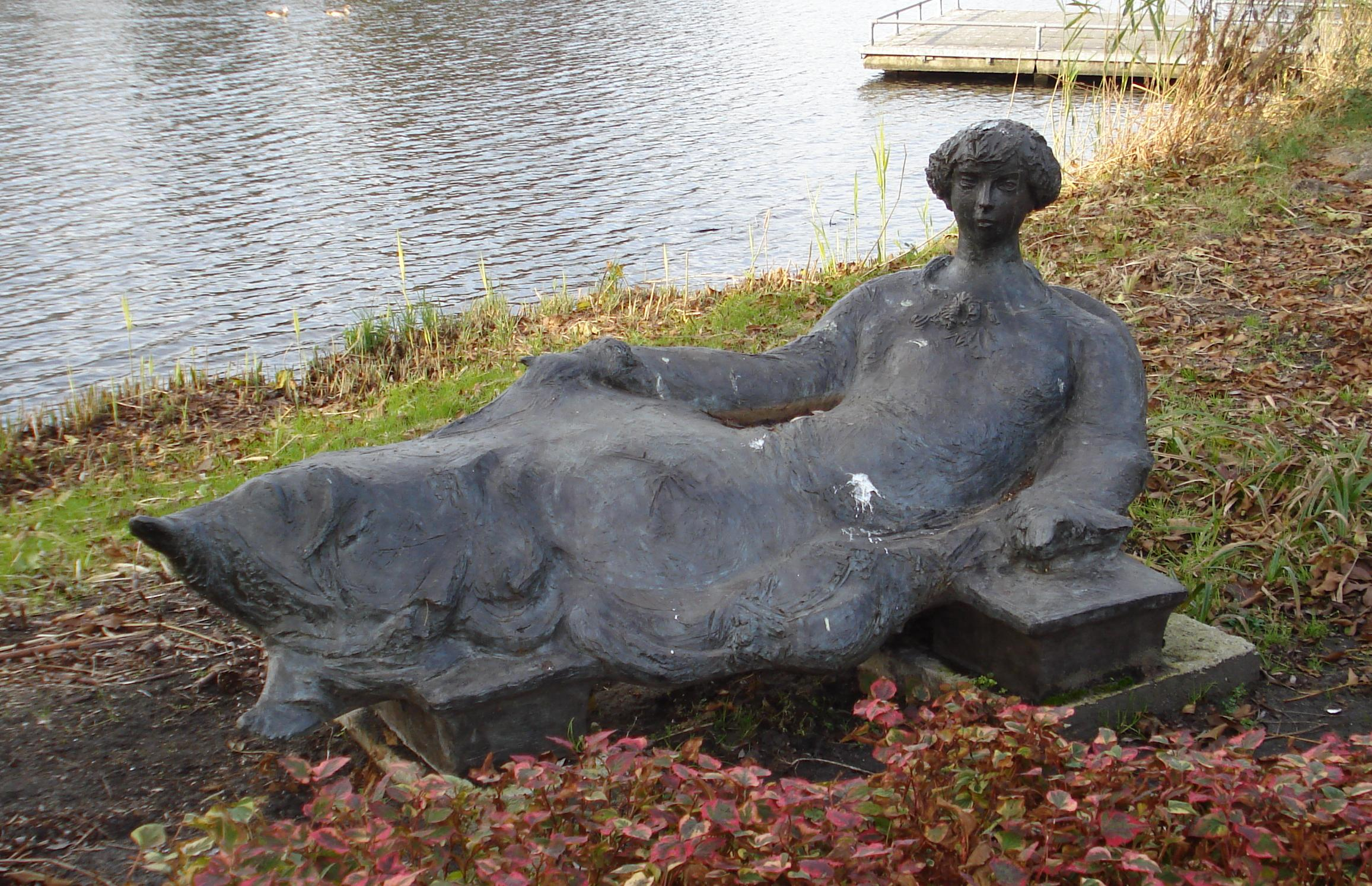
Liggende vrouw (1984), Den Haag